# Рай
Рай или Едем според Библията е градина, създадена от Бога. В нея първоначално са живели Адам и Ева и там те са можели да общуват пряко със своя Създател, преди да познаят що е зло. Библейският текст разполага Едем някъде между Турция, Армения и Грузия. 
В райската градина имало всякакви растения, приятни на вид. Специално са отбелязани две дървета — дървото на живота и дървото на познанието на доброто и злото. На Адам и Ева им било позволено да ядат от плодовете на всички дървета с изключение на дървото на познанието на доброто и злото. Змията подлъгала Ева да опита забранения плод, а Ева склонила Адам, поради което първите човеци били изпъдени от Едем и Бог поставил херувим с огнен меч да пази пътя към дървото на живота. Този рай бил унищожен при всемирния потоп.
Християнството вярва, че след второто пришествие на Исус Христос, всеобщото възкресение и Страшния съд ще има ново небе и нова земя. Новият рай ще бъде обитаван от хората, спасени чрез Христос.